# Subsaharská Afrika

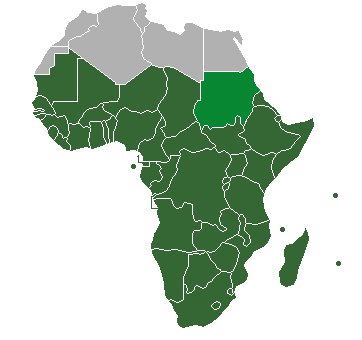
Definice subsaharské Afriky jak je používaná ve statistikách institucí OSN. Nicméně Súdán a Jižní Súdán jsou OSN klasifikovány jako Severní Afrika

Subsaharská Afrika zahrnuje území kontinentu bez severní Afriky, která je považovaná za součást arabského světa. Někdy se užívá také pojem tropická Afrika, ten ovšem nezahrnuje území Jihoafrické republiky. Dříve se pro tuto oblast používal pojem Súdán.

## Přírodní podmínky

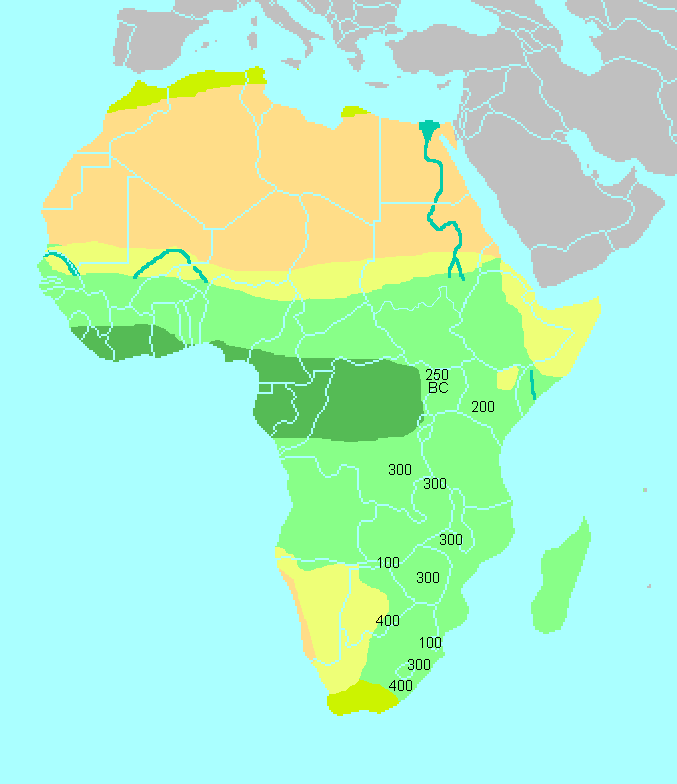
Zjednodušená klimatická mapa Afriky: Subsaharská Afrika se skládá ze Sahelu a afrického rohu na severu (žlutá), tropických savan (světle zelená) a tropických deštných lesů (tmavě zelená) v rovníkové Africe, aridní pánve Kalahari (žlutá) a středozemního jižního pobřeží (olivová) v Jižní Africe. Uvedená data korespondují s nálezy z doby železné spojené s expanzí Bantů

### Povrch
Subsaharská Afrika se rozkládá mezi subtropickými pásy obou polokoulí a protíná ji rovník. Břehy kontinentu jsou málo členité. Plocha ostrovů tvoří jen 2 % rozlohy. Výrazně se od sebe liší Nízká Afrika na africké litosférické desce od Vysoké Afriky na somálské desce s rifty sopečnou činností. Africké roviny mají zpravidla větší nadmořskou výšku. Nejvyšší místa se nachází při obvodu světadílu: Futa Džalon v Západní Africe, Dračí a Kapské hory na jihu. Nížiny zabírají menší plochy, úzké pásy podél pobřeží.

### Podnebí
Subsaharská Afrika je součástí nejteplejšího kontinentu světa, leží převážně v rovníkových a tropických šířkách. Kontinentální klima vnitřních regionů je zapříčiněno malou členitostí Afriky v kombinaci se studeným Kanárským a Benguelským proudem. Hlavní rozdíly podnebí jednotlivých regionů určuje množství srážek. Aridní oblast tvoří více než třetinu rozlohy Afriky, kde naprší méně než 200 mm za rok. Jedná se o poušť Sahara, Namibskou poušť, část polopouště Kalahari. Ostatní oblasti mají srážek více ale vyznačují se také dlouhými obdobími bez dešťů a trpí periodickými suchy. Tohle území zahrnuje zónu Sahelu, některé z oblastí jižní a východní Afriky. Nadbytek vláhy mají rovníkové oblasti. Klimatické podmínky a srážkový režim znemožňuje prakticky stabilní zemědělství.

### Vodstvo
Hydrografická síť v subsaharské Africe má nerovnoměrné rozložení. Mnoho regionů Subsaharské Afriky trpí nedostatkem vodních zdrojů, přestože se na tomto světadílu nachází jedny z největších řek a jezer světa. Nil je druhá nejdelší řeka světa a Kongo je druhý nejvodnatější veletok na Zemi. Viktoriino jezero je mezi jezery třetí rozlohou a Tanganika druhé podle hloubky. Africké vodstvo má rostoucí hospodářský význam pro zásobování vodou, pro zavlažování, rybolov, v energetice i dopravě.

### Rostliny
Rostliny v subsaharské Africe jsou velice pestré: velký počet endemitů a nemalé zásoby dřevin. Mezi divoce rostoucí rostliny v Subsaharské Africe patří palma olejná, kola, chlebovník, baobab, akácie a mnoho dalších. Téměř všechny lesní zdroje najdeme v tropické Africe především v Kongu, Nigérii, Angole, Tanzanii. Mnoho z těchto oblastí trpí přetěžbou.

### Živočichové
Subsaharská Afrika má velice bohatou faunu. Některé druhy ptáků, hlodavci a hmyz (hlavně kobylky) působí velké škody v zemědělství a zničí až 30 % úrody. Rozvoji živočišné výroby v centrálních částech brání výskyt mouchy tse–tse. Přenos nemocí hmyzem vytváří v mnoha regionech nebezpečnou situaci. Naopak mnohé velké tropické savce je nutno chránit. Fauna i flóra byla v koloniálním období velice narušena, proto se řada států pokouší o jejich obnovu a také ochranu prostřednictvím národních parků a rezervací, jež do jisté míry chrání zvířata před pytláky.

## Obyvatelstvo

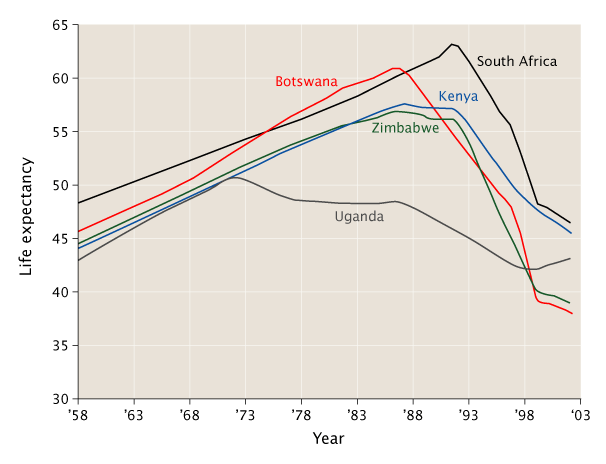
Průměrná délka života v Jižní Africe od 90. let drasticky poklesla kvůli viru HIV

Hustota zalidnění (počet obyv. na km^{2})

Afrika je poměrně řídce obydlena. Na Sahaře žije méně než 1 % populace, v některých oblastech obyvatelstvo stále chybí. Nejhustěji jsou osídleny oázy v pouštích , úrodná údolí některých řek, mořská pobřeží, oblasti velkých jezer a některá vnitrozemská území s rozvinutým těžebním průmyslem.
Rozložení obyvatelstva podle zemí je velice nerovnoměrné. Nigérie má přes 140 mil. obyvatel a dalších pět států 30–80 mil. každý. Naopak šest subsaharských zemí nemá ani milion obyvatel. Většina obyvatel subsaharské Afriky žije na venkově. Urbanizace států je velice nízká, ale její tempo se stále zvyšuje. Nejnižší podíl městského obyvatelstva mají Etiopie, Malawi, Burundi, Uganda, Rwanda (6 %).
Na obyvatelstvo Subsaharské Afriky nelze použít „jeden pohled“. Je velice různorodé svým původem, etnickou příslušností, tradicemi osídlení, migrační mobilitou a sociálně ekonomickou strukturou.
Subsaharská Afrika má charakteristiku rychle rostoucí populací až na výjimky zemí postižené HIV/AIDS. Tempem přirozeného přírůstku převyšuje ostatní regiony, může se proto ještě stále hovořit o „demografické explozi“. Růst obyvatelstva je podmíněn vysokou natalitou. Z 10 zemí světa, kde porodnost v první polovině 90. let minulého století překročila 50‰ bylo 9 zemí ze Subsaharské Afriky (Malawi, Rwanda, Somálsko, Uganda, Angola, Pobřeží slonoviny, Guinea, Mali, Niger). I v roce 2006 se situace nezměnila. Z 9 zemí s natalitou nad 45 ‰ bylo 8 afrických. Úroveň mortality je také velice vysoká, její hodnota předčila hodnotu celosvětovou 1,6krát. V subsaharské Africe umírá v průměru více než desetina novorozenců. Nízká životní úroveň ovlivňuje vysokou úmrtnost dětí. V subsaharské Africe je naděje na dožití v průměru kolem 46 let. V tomto regionu jsou zvykem brzké manželství a početné rodiny . V některých zemích byla zavedena státní politika regulace porodnosti, ale neukázala se být příliš efektivní.
V minulosti měla na počet obyvatel kontinentu výrazný vliv migrace (vývoz otroků). Evropané zároveň zavlekli do Afriky nakažlivé choroby, kterých bylo na území jižně od Sahary doposud ušetřeno díky své izolaci. S kolonizací se zvýšil příliv Evropanů, většina z nich ale v 50. až 60. letech minulého století Afriku opustila.
Rasová a etnická struktura obyvatel je velice složitá. Na jih od Sahary se mluví jazyky především konžsko-kordofánské a nilosaharské jazykové rodiny. I evropské jazyky jsou rozšířeny téměř v každé zemi a slouží většinou jako jazyky úřední, někdy ve speciálních formách následkem kontaktu s africkými jazyky (afrikánština, kreolské jazyky).

### Náboženství

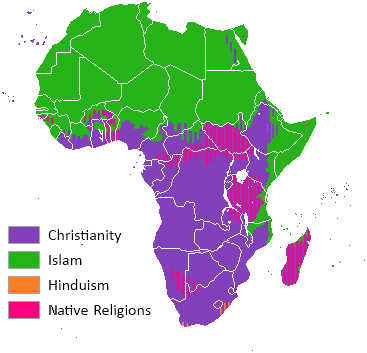
Náboženství v Africe:
křesťanství
islám
hinduismus
původní náboženství

Obyvatelé subsaharské Afriky jsou věřící tradičních rodových kultur, muslimové, křesťané i hinduisté. Náboženská nesourodost je často důvodem mnoha národnostně náboženských rozporů: např. mezi křesťany v jižním Súdánu a arabskými muslimy na severu Súdánu, mezi křesťany a muslimy v Čadu, mezi muslimy v Eritreji a křesťany (Amhary) v Etiopii. Etnické rozdíly bývají často důvodem požadavků nezávislosti. Mnozí Afričané jsou více vázáni na svou etnickou skupinu než samotný stát.

### Etnika
V Africe se vyčleňuje až 3500 etnik: Amharové (15 mil.) a Oromové (20–30 mil.) v Etiopii, Tigrejci v Etiopii a Eritreji, Hausové (20–25 mil.) v severozápadní Nigérii a jihozápadním Nigeru, Fulbové (20mil.) kočovníci po západní Africe, Ibové (20 mil.) v jihovýchodní Nigérii, Kongové (3 mil.) na březích dolního toku Konga, muslimští Svahilci (méně než 1 mil.) ale jejich jazykem mluví více než 30 mil. lidí ve východní Africe, Gandové (3 mil.) hlavně v Ugandě, Kikujové (7 mil.) převážně v Keni, Šonové (8 mil.) údajně potomci budovatelů Velkého Zimbabwe, kočovní Pygmejové (1/4 mil.) v lesních oblastech Centrální Afriky, Hutuové (12 mil.) a Tutsiové (2 mil.) ve Rwandě a Burundi (opakované války mezi etniky), Křováci (60 000) nejstarší obyvatelé, Zulové (10 mil.) v Jižní Africe, Xhosové (7 mil.) v čele apartheidu, Khoikhoiové neboli Hotentoti v JAR a Namibii byli zdecimováni během krvavých válek, Afrikánci neboli Búrové (3 mil.) pochází většinou z Nizozemska.

### Onemocnění

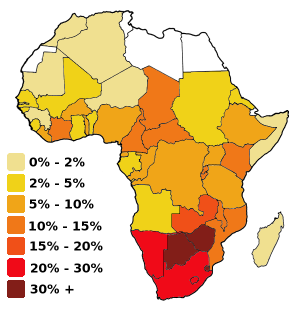
Podíl obyvatel nakažených HIV. Pro bílá pole chybí data

Na onemocnění AIDS zemřelo v roce 2005 na Zemi přes 3 mil. lidí, z toho 2,4 mil. v subsaharské Africe. Nejhůře postiženými státy v subsaharské Africe jsou Botswana a Svazijsko, kde je nakaženo téměř 40% obyvatelstva (2003), průměrná pravděpodobnost na dožití současných novorozenců v těchto zemích dosahuje 33 let. Mezi země s velkým podílem nemocných patří také Lesotho, Zimbabwe, Jižní Afrika, Namibie. Lékařská ani vzdělávací „infrastruktura“ dá se říci, že neexistuje. Všeobecná informovanost a úroveň hygieny je velice nízká a cena lékařů poměrně vysoká. Šíření onemocnění je podporováno také polygamními svazky.

## Hospodářství

### Ekonomika
Subsaharská Afrika je nejchudší region na světě a má nejméně rozvinutých zemí, je ekonomicky zaostalá a nerozvinutá. Má velice jednoduché hospodářské struktury, proto je vysoce závislá na světovém trhu. Exportní odvětví tvoří ve většině zemí hlavní článek hospodářství. Od začátku minulého století se využívání zdrojů v subsaharské Africe značně rozšířilo. Vyspělé země odebírají z Afriky diamanty, zlato, fosfáty, kobalt, měď. Také zahraniční kapitál hraje značnou roli, dominují investice francouzské a britské ale v poslední době roste i podíl investic USA, Německa, Japonska a to hlavně do těžby ropy. Hlavní investice směřují převážně do JAR, Konga, Nigérie, Gabonu, Keni, Pobřeží slonoviny. Subsaharská Afrika má také mnoho půjček a úvěrů na financování různých ekonomických a sociálních projektů, proto jsou mnohé země silně zadluženy. Téměř polovina hrubého domácího produktu subsaharské Afriky připadá na Jihoafrickou republiku a Nigérii.

### Zemědělství

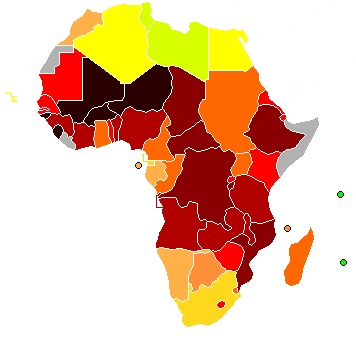
Mapa Afriky ukazující index lidského rozvoje (2004)

Zemědělství tvoří základ ekonomiky subsaharské Afriky. Pracuje v něm 2/3 ekonomicky aktivního obyvatelstva, v některých zemích až 90 %. Subsaharská Afrika je světovým dodavatelem produktů tropického zemědělství: kakaové boby, jádra kokosových ořechů a sisalu, kávy a palmového oleje, čaje, arašídů, arašídového oleje. Obilí a živočišné produkty se musí stále dovážet. Na tomto kontinentu je nízká úroveň hospodaření, mechanizace a chemizace je velice nízká.
Živočišná výroba má mimořádně nízkou produkci. Převažují nomádské, polokočovné a pastevní chovy, stájové chovy se vyskytují jen zřídka. V savanách se chovají přežvýkavé zebry, v polopouštích a na pouštích ovce a kozy. Nejvýznamnějším dodavatelem vlny je JAR. Pro chov velbloudů je význačné Somálsko. Hlavní produkcí živočišné výroby je vlna a kůže.

### Průmysl
Afrika je nejméně rozvinutý světadíl Země. Téměř polovinu průmyslové výroby tvoří těžební odvětví. Subsaharská Afrika má významné postavení v těžbě některých nerostů: diamanty, platina, zlato, mangan, kobalt, vanad, chromit. Těžba nerostů se rozvíjí hlavně díky vysoké kvalitě přírodních zdrojů. Polovina její produkce připadá na JAR a Nigérii. Přes polovinu těžebního průmyslu představuje ropa, dále zlato, diamanty, uhlí, měď, plyn, fosfority. Poměrně rychle se rozvíjí těžba železných rud (JAR a Zimbabwe). Uhelný průmysl (s výjimkou JAR) a produkce zemního plynu není příliš velká. Zpracovatelský průmysl je kromě JAR také poměrně slabý. Dvě třetiny zpracovatelského průmyslu připadají na spotřební průmysl: hlavně textilní (bavlnářství), potravinářství. Výrobky těžkého průmyslu se převážně v subsaharské Africe musí dovážet, hutnictví železa není příliš rozšířeno. Strojírenství je rozvinuto nejvíce v JAR: výroba dopravních a těžebních zařízení a vojenská technika.

### Nerostné bohatství
Subsaharská Afrika má významné postavení v zásobách a to především: platiny, diamantů, zlata, manganu, chromitů, fosforitů, bauxitů, mědi.
Mezi energetickými zdroji v Subsaharské Africe dominuje především ropa. Uhelné bohatství je omezené s výjimkou JAR. Rozsahem největší surovinové zdroje má JAR: rudy železa, manganu, chromu, uranu, vzácných a neželezných kovů, diamantů, azbestu. Centrální Afrika vyniká v zásobách rud neželezných kovů, manganu, kobaltu, diamantů. Západní Afrika je významný světový dodavatel železné rudy, bauxitů a ropy. Ve Východní Africe je nerostné bohatství nejméně prozkoumáno (jen měď v Zambii).

### Doprava
Doprava v subsaharské Africe má velice nízkou úroveň. Vyšší úrovní vyniká jen JAR, Zimbabwe. V době získání nezávislosti měla dopravní síť málo početné a vzájemně izolované linie spojující přístavy a základny těžby ve vnitrozemí. V poslední době státy věnují většinu státních investic do budování dopravní infrastruktury. Rychleji se rozvíjí automobilová a potrubní doprava ale hlavní část nákladů se přepravuje po železnici. Železnice mají nízkou technickou úroveň a malou kapacitu. Čtrnáct Afrických zemí dosud železnici nemá. Také transkontinentální železnice v subsaharské Africe chybí. Délka automobilových tras je necelých 2 mil. km, kvalitnější povrch je jen na 300 000 km. Zhruba 1/2 cest a 1/3 aut připadá na JAR. V poslední době se situace lepší, vzniká dálková transafrická silnice Lagos–Mombasa. Potrubní doprava je v subsaharské Africe rozvinuta nejvíce v Nigérii. Význam letecké dopravy vzrostl po druhé světové válce. V Africe je přes 1500 letišť různé kvality. Námořní doprava mezi Afrikou a ostatními světadíly se uskutečňuje prostřednictvím zahraničních společností. Největší námořní loďstvo má Libérie, jde o zahraniční lodě využívající „levné vlajky“ vyhýbající se placení daní ve svých zemích. Nejvyšší obrat námořních přístavů mají země vyvážející ropu, exportéři železné rudy a JAR. Nejvýznamnější přístavy: Dakar, Lagos, Kapské Město, Durban.